# Magdalena Medio Antioquia

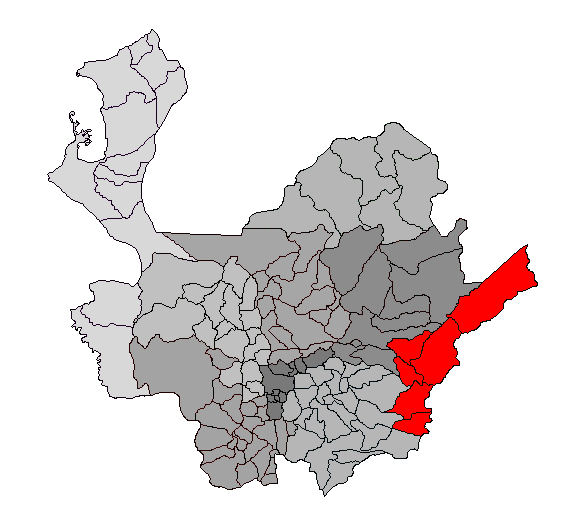
Posizione della sottoregione Magdalena Medio Antioquia nel dipartimento di Antioquia

Magdalena Medio Antioquia è una sottoregione (provincia) colombiana del dipartimento di Antioquia. La provincia è costituita da 6 comuni. Essa deve il suo nome al fatto che copre la parte centrale del bacino del fiume Magdalena.
| Controllo di autorità | ISNI (EN) 0000 0004 1789 8558 |